# Bisdom Springfield in Illinois
Het bisdom Springfield in Illinois (Latijn: Dioecesis Campifontis in Illinois) is een rooms-katholiek bisdom met als zetel Springfield, in de Amerikaanse staat Illinois. Het bisdom is suffragaan aan het aartsbisdom Chicago. 

## Geschiedenis
Het bisdom werd opgericht op 29 juli 1853, als het bisdom Quincy, uit delen van het bisdom Chicago, en was suffragaan aan het aartsbisdom Saint Louis. Op 9 januari 1857 veranderde het van naam naar bisdom Alton. Op 10 september 1880 veranderde het van kerkprovincie en werd suffragaan aan het nieuw verheven aartsbisdom Chicago. Op 7 januari 1887 verloor het gebied bij de oprichting van het bisdom Belleville. Op 26 oktober 1923 veranderde het naar de huidige naam bisdom Springfield in Illinois. 

## Parochies
Het bisdom had in 2022 een oppervlakte van 39.210 km2 en telde 1.107.081 inwoners waarvan 11,2% rooms-katholiek was.

## Bisschoppen
- Joseph Melcher (23 juli 1853 - niet in bezit genomen)
  - Anthony O’Regan (apostolisch administrator: 16 december 1853 - 9 januari 1857)
- Henry Damian Juncker (9 januari 1857 - 2 oktober 1868)
- Peter Joseph Baltes (24 september 1869 - 15 februari 1886)
- James Ryan (28 februari 1888 - 2 juli 1923)
- James Aloysius Griffin (10 november 1923 - 5 augustus 1948)
- William Aloysius O’Connor (17 december 1948 - 22 juli 1975)
- Joseph Alphonse McNicholas (22 juli 1975 - 17 april 1983)
- Daniel Leo Ryan (22 november 1983 - 19 oktober 1999)
- George Joseph Lucas (19 oktober 1999 - 3 juni 2009)
- Thomas John Joseph Paprocki (20 april 2010 - heden)

## Galerij van afbeeldingen

Wapen van het bisdom
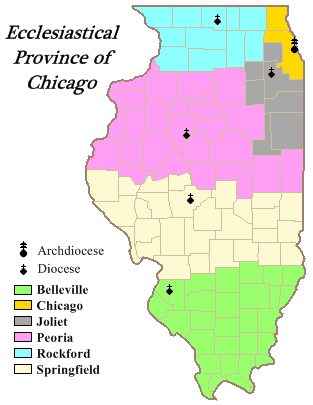
Kerkprovincie met aartsbisdom en suffragane bisdommen
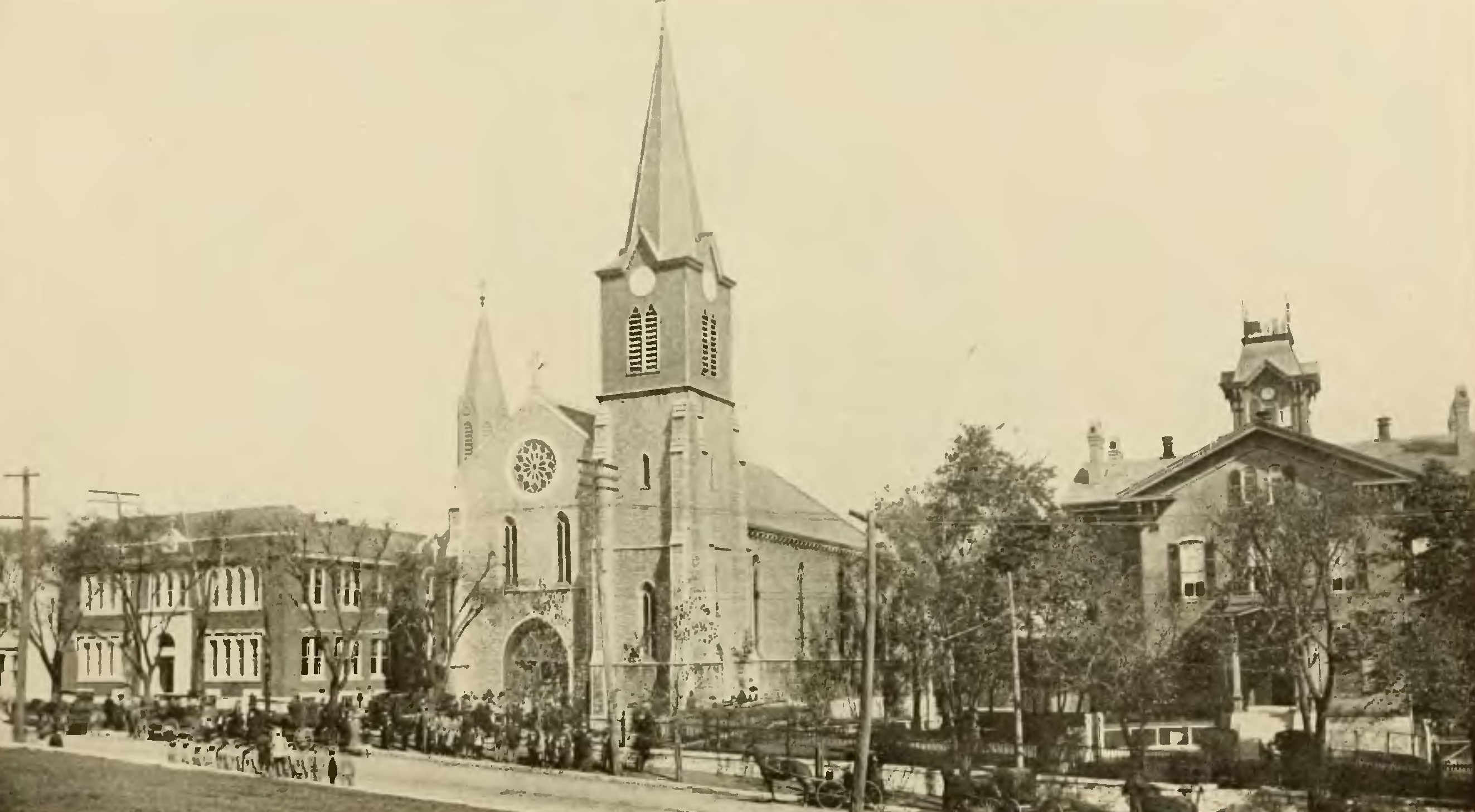
Cathedral of Saints Peter and Paul in Alton in 1912

Chicago (aartsbisdom) · Belleville · Joliet in Illinois · Peoria · Rockford · Springfield in Illinois